# بلاد، سوئت اند تیرز
بلاد، سوئت اند تیرز (انگلیسی: Blood, Sweat & Tears به معنی خون، عرق و اشک) که با نام بی‌اس‌اندتی (به انگلیسی: BS&T) نیز شناخته می‌شود، گروه موسیقی جاز-راک معاصر است که سال ۱۹۶۷ در نیویورک شکل گرفت. این گروه به‌خاطر ارائهٔ تفسیرها و تنظیم‌های بدیع و تلفیقی از آثار هنرمندان و گروه‌های متنوعی همچون لورا نیرو، جیمز تیلور، د بند، رولینگ استونز، بیلی هالیدی، اریک ساتی، تلانیوس مانک و سرگئی پروکفیف مشهور است؛ شیوه‌ای که بلاد، سوئت اند تیرز را پیشگام سبک جز-راک کرد.